# Pirching am Traubenberg
Pirching am Traubenberg là một đô thị thuộc huyện Feldbach trong bang Steiermark, nước Áo. Đô thị Pirching am Traubenberg có diện tích 16,67 km², dân số cuối năm 2005 là 350 người.